# Bucea, Cluj
Bucea este un sat în comuna Negreni din județul Cluj, Transilvania, România.
Satul face parte din comuna Negreni, situându-se la jumătatea distanței dintre Cluj-Napoca și Oradea.